# Люциус Фокс
Люциус Фокс (англ. Lucius Fox) — персонаж DC Comics, созданный Леном Уэйном и Джоном Калнаном. Впервые появляется в комиксе Batman #307 (январь 1979). Фокс — бизнес-менеджер Wayne Enterprises.

## Вымышленная биография
Люциус Фокс — генеральный директор и президент Wayne Enterprises и Wayne Foundation. Один из ближайших союзников Брюса Уэйна. Предприниматель и изобретатель предоставляет оружие, гаджеты, транспортные средства и доспехи для Брюса Уэйна, которые тот может использовать, когда борется с преступностью в качестве Бэтмена. Персонаж знает о тайной личине Брюса Уэйна и заменяет Альфреда Пенниуорта в пещере Бэтмена после безвременной смерти дворецкого от рук Бейна.

## Вне комиксов

### Кино
В фильмах «Бэтмен: Начало», «Тёмный рыцарь», «Тёмный рыцарь: Возрождение легенды» роль Люциуса Фокса сыграл Морган Фримен, 2 сезон сериала Пенниуорт

## Отзывы и критика
Джордж Хризостому из Comic Book Resources писал, что Фокс «сыграл огромную роль в крестовом походе Тёмного рыцаря против преступности, а также в финансовом успехе бизнеса [Wayne Enterprises]». Его коллега Скотт Аллан включил Люциуса в список «10 ближайших друзей Бэтмена в комиксах». Джейсон Коллинс из Black Girl Nerds отмечал, что Фокс «один из самых жизненно важных, но недооценённых персонажей». Дерек Дрейвен из Screen Rant называл Люциуса «проницательным бизнесменом». Филип Этемези с того же сайта рассмотрел 10 лучших цитат Фокса в кинотрилогии о Тёмном рыцаре.